# Цыпрыняк, Казимеж
Казимеж Цыпрыняк (пол. Kazimierz Cypryniak; 16 декабря 1934, Волька Окопская, Люблинское воеводство) — польский политический и государственный деятель времён ПНР, секретарь и член Политбюро ЦК ПОРП. В 1980—1981 — первый секретарь Щецинского воеводского комитета ПОРП. Участвовал в противоборстве ПОРП с профсоюзом «Солидарность», занимал консервативные позиции.

## Региональный секретарь
Родился в крестьянской семье из гмины Дорохуск. В 1951—1953 работал в гминном кооперативе. В 1960 окончил Сельскохозяйственную академию в Щецине, получил специальность агроинженера. С 1954 состоял в правящей Польской объединённой рабочей партии (ПОРП).
С 1960 — в аппарате правящей компартии. Начинал инструктором Старгардского повятского комитета ПОРП, с 1961 — секретарь, с 1963 — первый секретарь. В 1969—1971 — первый секретарь Голенювского повятского комитета ПОРП. С 1971 — секретарь Щецинского воеводского комитета ПОРП. С февраля 1980 кандидат в члены, с октября — член ЦК ПОРП.

## Противник «Солидарности»
В августе 1980 не поддержал позицию первого секретаря Щецинского воеводского комитета Януша Брыха, подписавшего Щецинское соглашение с Межзаводским забастовочным комитетом с независимым профсоюзом «Солидарность». В отношениях с новым профсоюзным движением придерживался позиций «партийного бетона». На сентябрьском 1980 года расширенном совещании в политбюро ЦК ПОРП Казимеж Цыпрыняк говорил о «боевых тройках», созданных профцентром «Солидарности» на Щецинской судоверфи (подобно тому, как во время рабочих протестов 1970/1971 «рабочая гвардия» Адама Ульфика обвинялась в подготовке «белого террора»). Но хотя Щецинский профцентр во главе с непримиримым антикоммунистом Марианом Юрчиком занимал радикальную позицию, реальность была далека от опасений Цыпрыняка.
7 ноября 1980 Казимеж Цыпрыняк сменил Януша Брыха на посту первого секретаря Щецинского воеводского комитета. Однако в этой должности оставался всего полгода. На Х пленуме ЦК 30 апреля 1981 был избран секретарём ЦК ПОРП, в июле того же года выведен из ЦК и понижен до заведующего организационным отделом ЦК (до мая 1985).
В декабре 1981 активно поддержал введение военного положения в стране и репрессивное подавление «Солидарности».

## В партийном руководстве

### Секретарь ЦК и член Политбюро
Казимеж Цыпрыняк не принадлежал к руководящей «Директории» Войцеха Ярузельского, однако был высокопоставленным функционером, причастным к принятию решений. На выборах в сейм ПНР 1985 года и референдуме 1987 года контролировал достижение контрольных цифр поддержки ПОРП, назначенных Ярузельским.
С мая 1985 снова кандидат в члены ЦК и заведующий организационно-политическим отделом и отделом партийного хозяйства ЦК. 3 июля 1986 был вновь избран членом ЦК и секретарём ЦК ПОРП, курировал те же отделы. В марте 1988 курировал группу разработчиков программы государственной реформы. 19 декабря 1988 кооптирован в Политбюро ЦК ПОРП и назначен председателем Центральной контрольно-ревизионной комиссии.

### Двойственность позиции
Вершина его карьеры пришлась на последние годы существования ПОРП. К тому времени он не стоял на ортодоксально-консервативных позициях, но и не был сторонником диалога с «Солидарностью». В августе 1988 он позволил себе открыто усомниться в позиции самого Ярузельского относительно переговоров с Лехом Валенсой (эти сомнения, впрочем, на тот момент разделяли также члены Политбюро Альфред Миодович, Анджей Гдула и Чеслав Кищак). 16 февраля 1989 на совещании Cекретариата ЦК ПОРП по итогам переговоров в Магдаленке Цыпрыняк с тревогой высказывался в том смысле, что «переговоры запускают процессы, которых не остановить».

Я помню, как член Политбюро Казимеж Цыпрыняк предупреждал: «Товарищи, всё, что вы делаете, ведёт к потере власти и краху ПОРП»… Товарищ Цыпрыняк предвидел будущее.

Александр Квасьневский

Вместе с тем, Цыпрыняк состоял в правительственной делегации на «Круглом столе» (группа подготовки политических реформ). Ещё более заметную роль он сыграл в преобразовании ПОРП в новую партию Социал-демократия Республики Польша, впоследствии — СДЛС. Как секретарь-куратор организационно-политического и хозяйственного отделов ЦК, он активно лоббировал быстрое присвоение новой партией активов ПОРП — дабы опередить решение сейма о передаче партийного имущество на баланс госбюджета.

## Уход из политики
Кандидатура Цыпрыняка не была включена в «национальный список» ПОРП на выборах в «контрактный сейм» (1989 год). Он баллотировался от Кошалинского территориального округа, однако уступил Мариану Ожеховскому.
С августа 1989 по январь 1990 координировал в секретариате ЦК ПОРП органы государственного и общественного контроля. После самоликвидации ПОРП в январе 1990 отошёл от общественно-политической деятельности.